# Rudi Merz
Rudi Merz, född 31 juli 1948 i Schweiz, är en finländsk möbeldesigner. 
Merz gick redan som pojke i snickarlära i sitt hemland, kom 1971 till Finland som Yrjö Kukkapuros lärling och studerade möbeldesign. Träsnideriet lockade honom fortfarande, och 1978 startade han egen verkstad. I mitten av 1990-talet flyttade Merz till Fiskars, där han tillsammans med Kari Virtanen grundade företaget Nikari Oy, som helt har specialiserat sig på möbler av gediget trä med ytbehandling av organiska ämnen såsom linolja och vax. Möblerna tillverkas på beställning av olika arkitekter till bland annat kontor, kyrkor, och Riksdagshuset i Helsingfors. Merz har belönats för sin verksamhet både i Finland och utomlands. Han har verkat som timlärare vid Konstindustriella högskolan sedan 1982.